# Charleston Open 2024
Il Charleston Open 2024 è stato un torneo femminile di tennis giocato sulla terra verde. È stata la 51ª edizione del Charleston Open, che fa parte della categoria WTA 500 nell'ambito del WTA Tour 2024. Il torneo si è giocato al Family Circle Tennis Center di Charleston, dal 1 al 7 aprile 2024.

## Partecipanti

### Teste di serie
| Nazionalità | Giocatrice             | Ranking* | Testa di serie |
| ----------- | ---------------------- | -------- | -------------- |
| Stati Uniti | Jessica Pegula         | 5        | 1              |
| Tunisia     | Ons Jabeur             | 6        | 2              |
| Grecia      | Maria Sakkarī          | 9        | 3              |
|             | Dar'ja Kasatkina       | 11       | 4              |
| Brasile     | Beatriz Haddad Maia    | 13       | 5              |
|             | Ekaterina Aleksandrova | 16       | 6              |
| Ucraina     | Elina Svitolina        | 17       | 7              |
| Stati Uniti | Madison Keys           | 18       | 8              |
|             | Veronika Kudermetova   | 19       | 9              |
| Stati Uniti | Emma Navarro           | 20       | 10             |
| Belgio      | Elise Mertens          | 28       | 11             |
|             | Viktoryja Azaranka     | 32       | 12             |
| Ucraina     | Dajana Jastrems'ka     | 33       | 13             |
| Canada      | Leylah Fernandez       | 35       | 14             |
| Ucraina     | Anhelina Kalinina      | 36       | 15             |
| Ucraina     | Lesja Curenko          | 40       | 16             |

* Ranking al 18 marzo 2024.

### Altre partecipanti
Le seguenti giocatrici hanno ricevuto una wild card per il tabellone principale:
- Beatriz Haddad Maia
- Clervie Ngounoue
- Shelby Rogers
- Caroline Wozniacki

La seguente giocatrice è entrata in tabellone utilizzando il ranking protetto:
- Amanda Anisimova

Le seguenti giocatrici sono passate dalle qualificazioni:

- Varvara Gracheva
- Gabriela Lee
- Claire Liu
- Daria Saville
- Sachia Vickery
- Katie Volynets

Le seguenti giocatrici sono entrate in tabellone come lucky loser:
- McCartney Kessler
- Astra Sharma

### Ritiri
Prima del torneo
- Viktorija Golubic → sostituita da  Jaqueline Cristian
- Anna Kalinskaja → sostituita da  McCartney Kessler
- Marta Kostjuk → sostituita da  Viktorija Tomova
- Barbora Krejčíková → sostituita da  Kayla Day
- Jeļena Ostapenko → sostituita da  Alizé Cornet
- Diane Parry → sostituita da  Taylor Townsend
- Julija Putinceva → sostituita da  Astra Sharma
- Wang Yafan → sostituita da  Tamara Korpatsch
- Yuan Yue → sostituita da  Julija Putinceva

## Partecipanti al doppio

### Teste di serie
| Nazione     | Giocatrice               | Nazione     | Giocatrice       | Ranking* | Testa di serie |
| ----------- | ------------------------ | ----------- | ---------------- | -------- | -------------- |
| Stati Uniti | Nicole Melichar-Martinez | Australia   | Ellen Perez      | 15       | 1              |
| Stati Uniti | Caroline Dolehide        | Stati Uniti | Desirae Krawczyk | 42       | 2              |
| Giappone    | Miyu Katō                | Indonesia   | Aldila Sutjiadi  | 63       | 3              |
| Kazakistan  | Anna Danilina            | Messico     | Giuliana Olmos   | 69       | 4              |

* Ranking al 18 marzo 2024.

### Altre partecipanti
La seguente coppia di giocatrici ha ricevuto una wild card per il tabellone principale:
- McCartney Kessler /  Clervie Ngounoue
- Ashlyn Krueger /  Sloane Stephens

## Punti
| Evento    | V   | F   | SF  | QF  | 3T   | 2T   | 1T | Q    | Q2   | Q1   |
| Singolare | 500 | 325 | 195 | 108 | 60   | 32   | 1  | 25   | 13   | 1    |
| Doppio    | 500 | 325 | 195 | 108 | N.D. | N.D. | 1  | N.D. | N.D. | N.D. |

## Montepremi
| Evento    | V         | F        | SF       | QF       | 3T       | 2T      | 1T      | Q2      | Q1      |
| Singolare | 142 000 $ | 87 665 $ | 44 286 $ | 22 146 $ | 11 190 $ | 6 940 $ | 5 540 $ | 3 536 $ | 1 768 $ |
| Doppio*   | 47 390 $  | 28 720 $ | 16 480 $ | 8 510 $  | N.D.     | N.D.    | 5 140 $ | N.D.    | N.D.    |

*per team

## Campionesse

### Singolare
Danielle Collins ha sconfitto in finale  Dar'ja Kasatkina con il punteggio di 6-2, 6-1.
- É il quarto titolo in carriera per Collins, il secondo della stagione e di fila.

### Doppio
Ashlyn Krueger /  Sloane Stephens hanno sconfitto in finale  Ljudmyla Kičenok /  Nadiia Kičenok con il punteggio di 1-6, 6-3, [10-7].